# Битва при Джиролаті (1540)
Битва при Джиролаті — морська битва між генуезько-іспанською та османською флотиліями  в затоці Джиролата на західному узбережжі острова Корсика, що відбулась 15 червня 1540 року в ході габсбурзько-османської боротьби за домінування в Середземному морі між Карлом V Габзбургом та Сулейманом Пишним. Іспансько-генуезька ескадра в складі 21 галери на чолі з генуезцем Джанеттіно Доріа та іспанцем Беренгером де Рекесенсом несподівано напала на османську ескадру з 11 галер, що стояла на якорі в безлюдній затоці Джиролата. Османську ескадру очолював знаменитий адмірал (реїс) Тургут, якому капудан-паша османського флоту Хай ад-Дін Барбаросса доручив здійснити набіг на італійське узбережжя після низки перемог в Адріатичному морі роком раніше. Вдвічі більша іспано-генуезька флотилія здійснила напад в той час, коли екіпажі османських кораблів перебували на березі, розподіляючи здобич з останніх успішних рейдів і без значного спротиву захопила усі 11 османських галер та полонила 1200 осіб, зокрема й Тургут-реїса. Його та його капітанів переправили до Генуї і перетворили на рабів на генуезьких галерах Андреа Доріа.

## Передумови
У 1538 році османський флот на чолі з Хайр ад Діном Барбароссою завдав вирішального удару сформованій папою Павлом III іспансько-італійській Священній лізі. Спочатку Барбаросса розгромив флот Священної ліги у битві при Превезі біля узбережжя Епіру, а згодом звільнив Кастельнуово від захопивших його іспанців. Оскільки в 1540 році Сулейман Пишний готував сухопутний похід в Угорщину, османський флот не мав достатньо засобів і не зміг вийти на поле. Барбаросса відрядив у води Західного Середземного моря лише невелику розвідницьку ескадру на чолі з Тургут-реїсом (відомим в Європі як Драгут) із каперській місією, що полягала в здійсненні рейдів вздовж італійського узбережжя з метою порушити іспанське судноплавство. Тургут почав свій похід із захоплення п'яти венеційських галер біля острова Паксос, поблизу Корфу. Венеційці не змогли відповісти, оскільки незабаром після цього підписали мирний договір із султаном.

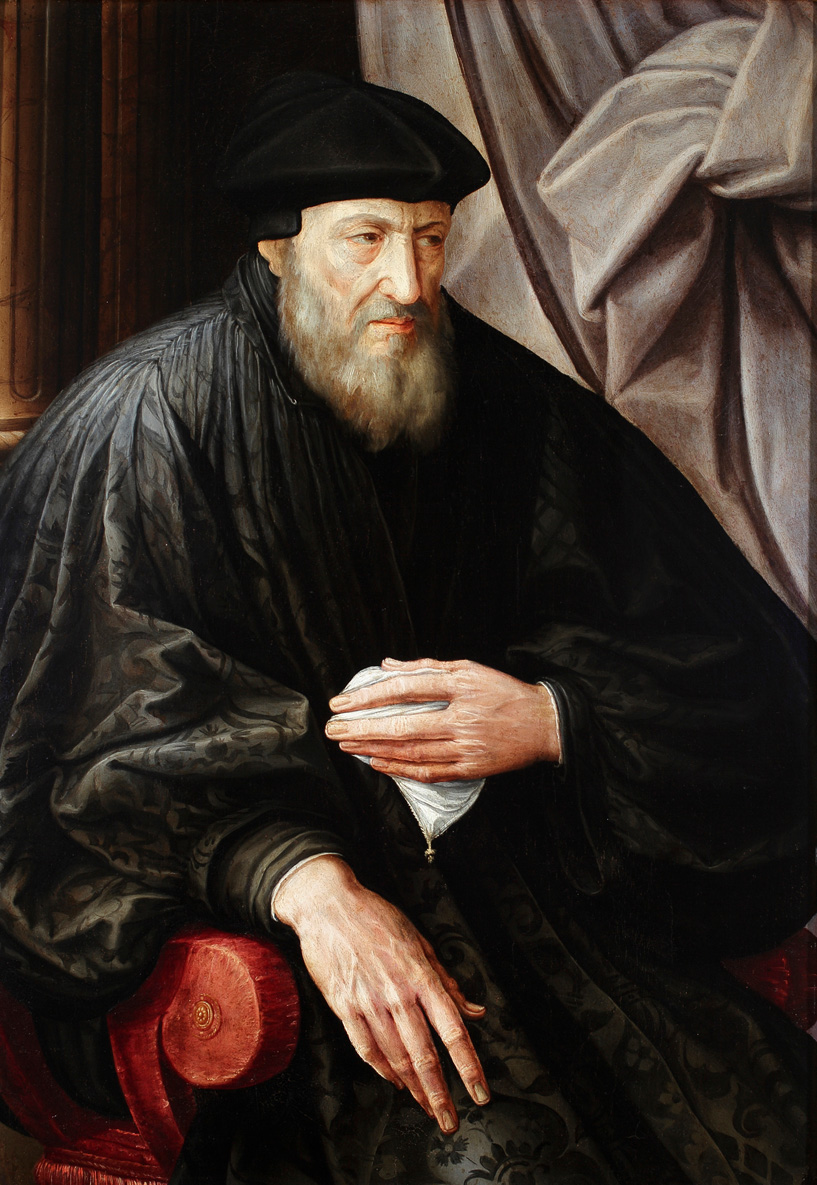
Андреа Доріа, портрет Яна Мациса (1555). Галерея Палаццо Бьянко, Генуя.

У відповідь на османську загрозу, щоб очистити Західне Середземномор'я від османських каперів адмірал імператора Карла V Андреа Доріа зібрав у гавані Мессіни флот із приблизно 80 галер. Наслідуючи приклад Помпея у війні проти кілікійських піратів, Доріа розділив свої кораблі на п'ять ескадр, яким доручив патрулювати різні регіони. Сам Андреа Доріа наприкінці квітня відплив із Мессіни до Тунісу на чолі 55 галер, сподіваючись несподівано напасти на Тургут-реїса на його базі біля острова Джерба, але не знайшов його там. Своєму родичу Еразмо Доріа він доручив охорону Балеарських островів на чолі ескадри з 10 галер, своєму племіннику Джанеттіно Доріа та Беренгеру де Рекесенса було доручено патрулювання біля Корсики та Сардинії з 21 галерою, Фадріке де Толедо для захисту Неаполітанської затоки надано 11 галер і графу Ангільяра, якому допомагали мвльтійські лицарі для патрулювання у водах Сицилії було надано ескадру з 17 галер.
Саме ескадра Джанеттіно і Рекесенса знайшла слід флотилії Тургута. Як повідомляється, османську ескадру вперше бачили біля Боніфачо, а пізніше, коли Тургут напав на острів Капрая, на генуезьких та іспанських галерах була чутна віддалена канонада. Рибалки, які втекли від османів, попередили Дорію та Рекесенса, що Тургут відплив до мису Корсо, а пізніше про те, що його ескадра стоїть на якорі в затоці Джіролата.

## Битва

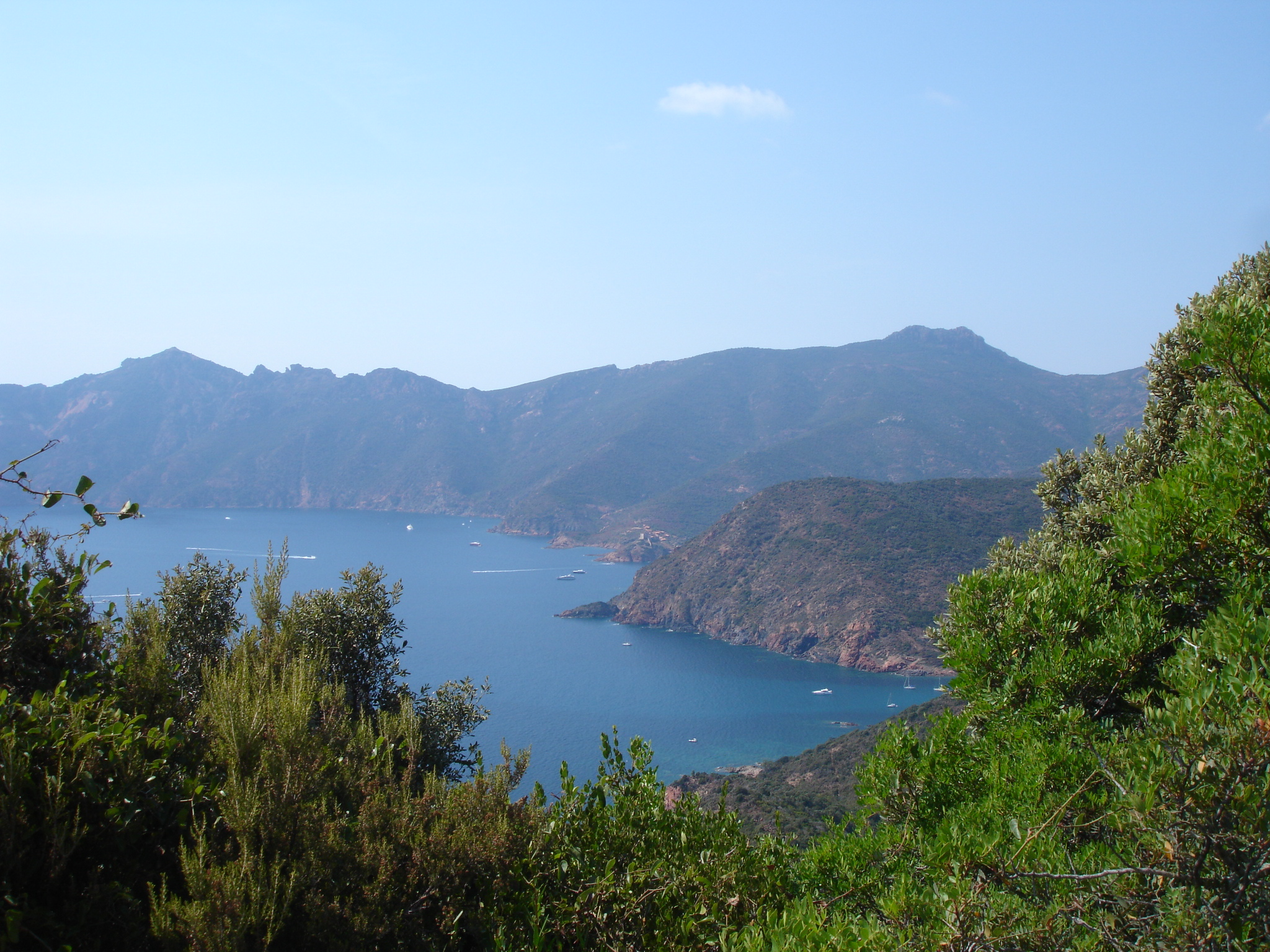
Затока Джиролата, західна Корсика

Османська ескадра стала на якір у затоці Джіролата, щоб розподілити здобич від недавнього набігу. Тургут вибрав це місце тому, що воно було безлюдним і далеко від звичайних морських шляхів. Не очікуючи небезпеки, він не залишив жодного корабля для патрулювання входу в затоку. Прибувши в цей район, Джанеттіно Доріа послав свого родича Джорджіо Доріа в затоку з 6 галерами та невеликим гребним фрегатом, щоб ідентифікувати галери, що стояли в бухті на якорі. Розповіді про перебіг битви відрізняються. За словами Сесарео Фернандеса Дуро та Едмона Жюр'єна де Ла Грав'є, османські моряки та солдати були на березі, спали під деревами або їли і прибуття іспанських галер застало їх зненацька. За словами де ла Грав'є, 600 османів втекли в навколишні гори ще до того, як битва фактично почалася, і Тургут ледве встиг сісти на корабель і зробити один залп, перш ніж генуезці та іспанці захопили його флагманський корабель та інші його галери. Після перших пострілів багато його людей, будь то турки, маври чи європейські ренегати, вистрибнули за борт, щоб добратись вплав до берега і втекти вглиб острова.
Альберто Гульєльмотті дає більш детальний опис битви. Він стверджує, що Тургут, побачивши 7  надісланих Дорією кораблів, встиг посадити свої екіпажі на власні галери і залишивши 2 галери для охорони здобичі, вийшов в море на інших дев'яти галерах, щоб вступити в бій із силами Джорджіо Доріа, розраховуючи на битву з меншими ніж у нього силами. Проте Тургут потрапив у засідку, влаштовану Дорією та Рекесенсом, оскільки несподівано для Тургута, в додаток до перших 7-ми галер, із заходу з'явилися решта 15 галер, що швидко наближались з навітряної сторони. Тоді Тургут спробував втекти, розвернувши свої кораблі, але коли іспанські галери наздогнали його, він вирішив спробувати прорватися крізь них. Однак один постріл з гармати Джанеттіно завдав серйозної шкоди його флагману, який ледь не затонув. Втративши надію на перспективу втечі, більшість османських моряків і солдатів стрибнули за борт, щоб добратись до берега і врятуватися втечею вглиб острова.

## Наслідки
Іспанський флот захопив усі 11 османських галер, дві з яких були венеційські «Moceniga» та «Bibiena», які османи, в свою чергу, захопили два роки до того в битві при Превезі. Вони також захопили 1200 османських полонених і натомість звільнили 1200 християнських рабів, що використовувались на османських галерах. Тургут був серед османських полонених. Розлючений через те, що його полонив такий молодий чоловік, як Джанеттіно Доріа, він образив свого переможця, який, у свою чергу, побив його, щоб помститися. Тургута відвезли до Генуї і зробили рабом на галері Джанеттіно.
Скориставшись захопленням Тургута і його ескадри, того ж літа Андреа Доріа відплив із Мессіни на чолі флоту з 51 галери та понад 30 галіотів і фуст, на борту яких було 14 рот іспанської піхоти під проводом сина іспанського віцекороля Сицилії Гарсіа де Толедо. Вони атакували османські позиції в Тунісі, захопивши контрольовані османами фортеці Монастір, Сус, Хаммамет і Келібія і повернули їх своєму союзнику хафсидському халіфу Мулай-Хасану. Каперську компанію капітанів Барбаросси вдалось ще більше обмежити після того, як 1 жовтня османські капери знову зазнали поразки від іспанських кораблів у битві при Альборані у водах на схід від Гібралтарської протоки.
За словами французького історика XVI століття П'єра де Бурдея, побачивши колишнього капітана Барбаросси рабом на галері, майбутній великий магістр лицарів-госпітальєрів Жан Парізо де Валетт, який сам певний час перебував рабом на берберських галерах, сказав йому: «Señor Dragut, usanza de guerra!» (Пане Тургут, звичай війни), на що Тургут відповів: «Y mudanza de fortuna» (І мінливість фортуни).
У 1544 році, коли Барбаросса повертався з зимівлі у французькому Тулоні з 210 кораблями, посланими султаном Сулейманом на допомогу королю Франциску I у франко-османському союзі проти Іспанії, він з'явився перед Генуєю, взявши місто в облогу і змусивши генуезців вести переговори про звільнення Тургут-реїса. Андреа Доріа запросив Барбароссу обговорити проблему у своєму палаці в Фассоло, де обидва адмірали досягли домовленості про звільнення Тургут-реїса в обмін на 3500 золотих дукатів. Дорія звільнив Тургута в надії отримати зустрічну прихильність, якщо один із його племінників потрапить до рук Османської імперії, але через активні напади Тургут-реїса на іспанців та генуезців після власного звільнення, пізніше вважав це рішення помилковим.